# Fra Underverdenen
Albums de Kampfar
Mellom Skogkledde Aaser
(1997) Kvass
(2006)
Fra Underverdenen est le deuxième album studio du groupe de Folk/Black metal norvégien Kampfar. L'album est sorti en 1999 sous le label Napalm Records.
L'album a été ré-édité en 2006 et deux titres ont été ajoutés par rapport à la version originale.
C'est le dernier album joué avec uniquement avec trois membres. Pour leur album suivant, II13 va se joindre à la formation en tant que batteur et second vocaliste.

## Musiciens
- Dolk : Chant
- Thomas : Guitare, Batterie
- Jon Bakker : Basse

## Liste des morceaux
1. I Ondskapens Kunst
2. Troll, Dod Og Trolldom
3. Norse
4. Svart Og Vondt
5. Mork Pest
6. Fra Underverdenen

### Titres supplémentaires de la ré-édition
1. Troll
2. Taering